# Ковалевщина (Суражский район)
Ковалёвщина — опустевший поселок в Суражском районе Брянской области в составе Нивнянского сельского поселения.

## География
Находится в северо-западной части Брянской области на расстоянии приблизительно 16 км на северо-восток по прямой от районного центра города Сураж.

## История
Известен был с 1930-х годов. На карте 1941 года отмечен как поселение с 28 дворами.
Упоминается с 1930-х годов; действовал одноимённый колхоз.
До 1954 в Высокоселищенском сельсовета, в 1954—1960 и 1974—2005 в Новодроковском, в 1960—1974 в Нивнянском сельсовете.

## Население
Численность населения: 32 человека (русские 100 %) в 2002 году, 18 в 2010.